# Grand Prix de la Ville de Rennes 2007
Il Grand Prix de la Ville de Rennes 2007, ventinovesima edizione della corsa e valida come evento dell'UCI Europe Tour 2007 categoria 1.1, si svolse l'8 aprile 2007 su un percorso di 196,8 km. Fu vinto dall'ucraino Serhij Matvjejev che terminò la gara in 4h43'03", alla media di 41,717 km/h.
Al traguardo 76 ciclisti portarono a termine il percorso.

## Ordine d'arrivo (Top 10)
| Pos. | Corridore            | Squadra         | Tempo    |
| ---- | -------------------- | --------------- | -------- |
| 1    | Serhij Matvjejev     | Panaria         | 4h43'03" |
| 2    | Maryan Hary          | Cofidis         | a 53"    |
| 3    | Cyril Gautier        | Bretagne        | s.t.     |
| 4    | Maximiliano Richeze  | Panaria         | a 56"    |
| 5    | Mikel Gaztañaga      | Agritubel       | s.t.     |
| 6    | Stéphane Bonsergent  | Bretagne        | s.t.     |
| 7    | Tiziano Dall'Antonia | Panaria         | s.t.     |
| 8    | Takashi Miyazawa     | Nippo Corp.     | s.t.     |
| 9    | Angelo Furlan        | Crédit Agricole | s.t.     |
| 10   | Mathieu Drujon       | Auber 93        | s.t.     |